# Acetat de benzil
L'acetat de benzil és un compost orgànic que es troba de manera natural en moltes flors. És un dels components principals dels olis essencials de flors com el gessamí blanc i fruites com la pera o la poma. S'utilitza de forma generalitzada en perfumeria i cosmètica.